# Matteo Ceirano

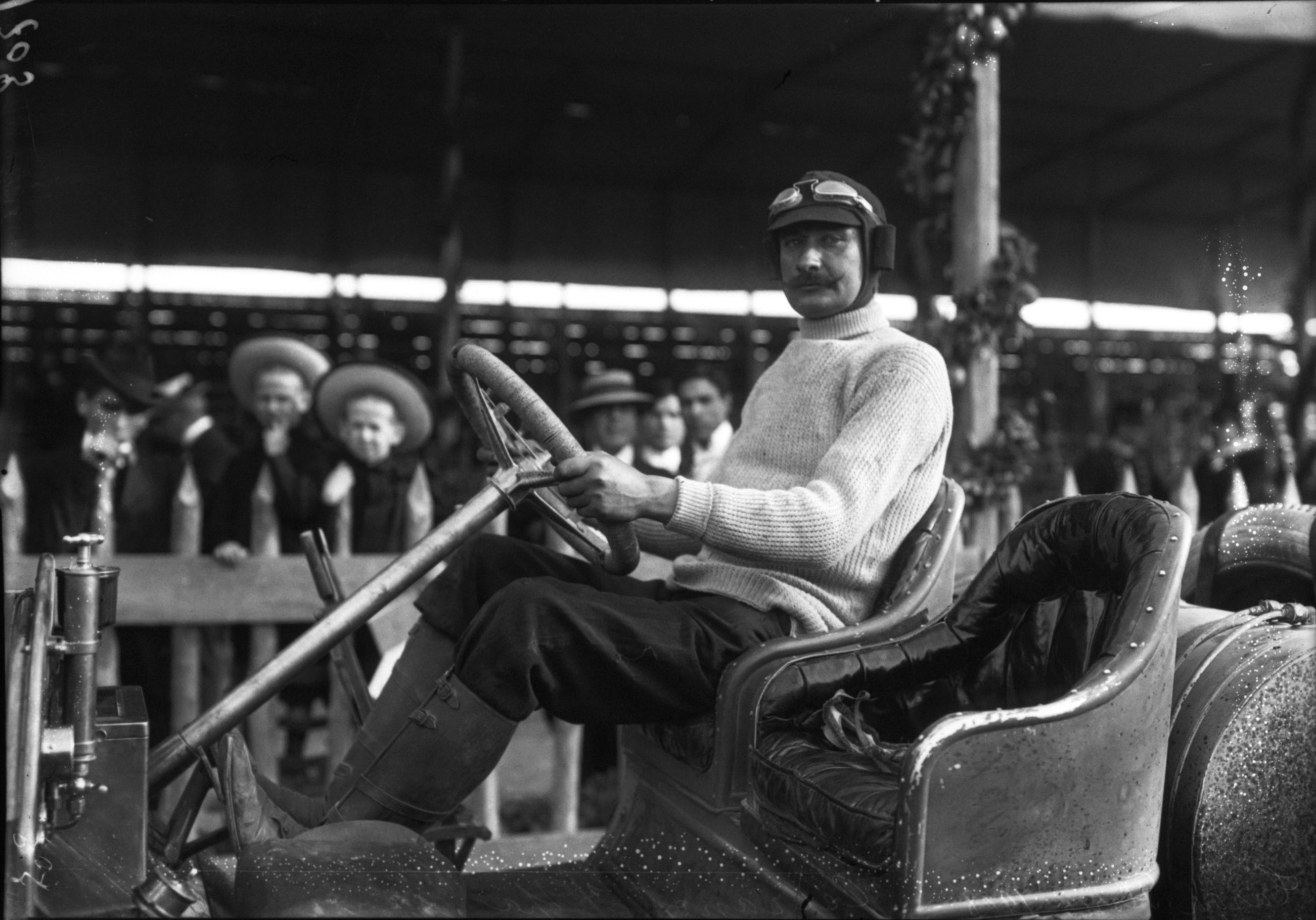
Matteo Ceirano

Matteo Ceirano (* 1870 in Cuneo; † 19. März 1941 in Turin) war ein italienischer Automobilhersteller, -rennfahrer und Gründer verschiedener einheimischer Automobilfirmen.

## Biografie
Als dritter Sohn neben Giovanni Battista, Giovanni und Ernesto der Familie Ceirano lernte und arbeitete auch er anfangs in der Turiner Fahrrad- und späteren Automobilwerkstatt seines Bruders Giovanni Battista, die von 1898 bis zur Übernahme durch Fiat im Folgejahr als Ceirano Giovanni Battista & C. bekannt war und den 3,5 PS starken „Welleyes“, den Urtyp des ersten Fiat-Pkw, konstruierte und fertigte. Wie die gesamte Belegschaft wechselte auch Matteo mit zu Fiat, verließ aber gemeinsam mit Giovanni Battista 1901 das Werk, um mit ihm zusammen die Fratelli Ceirano & C. zu gründen. Die ersten Jahre der Automobilbaupioniere Ceirano waren sehr wechselhaft und durch die Gründung vielzähliger, kurzlebiger Automobilfirmen geprägt. So verließ auch Matteo 1903 schon wieder die gemeinsame Firma und gründete in Turin selbst die Ceirano Matteo & C., deren Name noch 1904 in „Ceirano Matteo & C. – Vetture Marca Itala“ erweitert und die im September des gleichen Jahres noch zur bekannten Fabbrica Automobili Itala wurde, bekannt unter der Kurzbezeichnung Itala. Gemeinsam mit Michele Ansaldi gründete Matteo 1906 dann die Società Piemontese Automobili. Ansaldi verließ diese noch vor Ende des Ersten Weltkriegs, Matteo folgte 1918.